# Жозе Роберто Райт
Жозе Роберто Раміз Райт (порт. José Roberto Ramiz Wright; 7 вересня 1944, Ріо-де-Жанейро) — бразильський футбольний арбітр. Арбітр ФІФА у 1978—1991 роках. За версією IFFHS є найкращим арбітром 1990 року у світі.

## кар'єра
Вперше на великому турнірі Жозе відсудив в 1979 році, коли поїхав на молодіжний чемпіонат світу, де відсудив три матчі, в тому числі і фінал СРСР — Аргентина, після чого він також працював і на наступних розіграшах 1985 та 1989 років. Потім, за кілька років, він провів три фінали Кубка Лібертадорес у 1986, 1987 та 1989 роках. У 1987 році він також був арбітром фіналу юнацького чемпіонату світу у Канаді, де зіграли Нігерія та СРСР (1:1). До цього на тому турнірі відсудив ще три гри
Але саме 1990 рік був його найкращим роком, коли його взяли судити матчі чемпіонату світу в Італії. На «мундіалі» бразилець відпрацював чотири гри (матчі групового етапу Італія — Австрія та СРСР — Камерун, чвнртьфінал Ірландія — Румунія та півфінал ФРН — Англія). У грудні того ж року він також судив матч Міжконтинентального кубка між італійським «Міланом» та парагвайською «Олімпією»
Наступного року він знову працював головним арбітром на фіналі Кубка Лібертадорес, який виграло «Коло Коло», та відсудив два матчі групового етапу Кубка Америки.